# Esther Williams

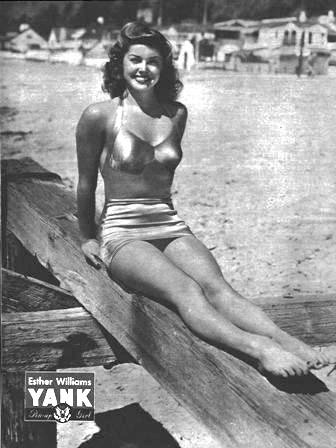
En pin-up bild på Esther Williams från 1945 på omslaget till "Yank".

Esther Jane Williams, född 8 augusti 1921 i Inglewood, Los Angeles County, Kalifornien, död 6 juni 2013 i Beverly Hills, Los Angeles, Kalifornien, var en amerikansk skådespelare och simmare. Williams satte flera nationella och regionala simrekord i tonåren, som medlem i Los Angeles Athletic Clubs simlag. Då hon inte kunde tävla i Olympiska sommarspelen 1940, som blev inställda på grund av andra världskriget, började hon istället arbeta i Billy Rose show "Billy Rose's Aquacade" i San Francisco. Williams uppmärksammades där av MGM-talangscouter. Efter att ha medverkat i flera småroller, däribland tillsammans med Mickey Rooney i en Andy Hardy-film och med Van Johnson i Hjältar dö aldrig, gjorde Williams en serie filmer under 1940-talet och början av 1950-talet, kända som "aquamusicals", vilka innehöll avancerade synkroniserade sim- och dyknummer.
Mellan 1945 och 1949 hade Williams minst en film bland årets 20 mest inkomstbringande filmer. 1952 spelade Williams sin enda biografiska roll, som den  australiska simstjärnan Annette Kellerman i Vattnets Venus (Million Dollar Mermaid), vilket sedan blev hennes smeknamn hos MGM. Hon lämnade sin filmkarriär i slutet av 1950-talet men förblev verksam inom simning och var bland annat kommentator för konstsimmet vid Olympiska sommarspelen 1984 i Los Angeles.

## Biografi

### Tidiga år och genombrott
Esther Jane Williams föddes den 8 augusti 1921 i Inglewood i Kalifornien. Hon var det femte och yngsta barnet till Louis Stanton Williams (1886–1968) och Bula Myrtle (född Gilpin, 1885–1971). Fadern arbetade som skyltmålare och modern som psykolog.[källa behövs]
Redan som 15-åring vann Williams simtävlingar och hoppade av skolan för att medverka i en populär "vattenshow". 1939 vann Esther Williams tre guld på de amerikanska mästerskapen i bröstsim och frisim. Hon var på väg till OS 1940 för att tävla för USA, men så bröt andra världskriget ut. OS ställdes in och Esther fick stanna hemma.
Williams filmdebuterade 1942 i Andy Hardys dubbelliv. Hon fick sitt stora genombrott 1944 i filmen Genom eld och vatten, som spelades in på plats i Sun Valley, Idaho. Hon var sedan den stora stjärnan i en rad musikalfilmer med dansscener under vatten och kallades för "Hollywoods sjöjungfru".   

### På toppen
I Vattnets Venus (1952) porträtterar Williams Annette Kellerman, en verklig australiensisk sim- och simhoppstjärna. Williams kallade ofta denna film för sin favorit och namngav sin självbiografi efter den. 
Williams vann Henriettapriset vid 1952 års Golden Globes, för World Film Favorite – Female. 
Fest i Florida (1953) filmades också på plats i Cypress Gardens, där en swimmingpool i form av staten Florida hade byggts specifikt för filmen. Williams var gravid under filmningen, men hon gjorde själv ändå alla sina stunts på vattenskidorna.
I Vi simmar tillsammans (1953), arbetade Williams tillsammans med den blivande äkta mannen Fernando Lamas. Detta år; 1953, var Williams barnledig i tre månader i samband med födseln av dottern Susan och trodde att hon skulle direkt återgå till arbetet med den aktuella filmen Athena. Produktionen hade dock startat utan henne och studion satte in Jane Powell i huvudrollen. Många av de idéer som Williams och medförfattarna Leo Pogostin och Chuck Walters hade kommit på, skrevs om. Studion överförde henne istället till filmen Jupiters älskling. 
Två filmer var planerade men gjordes aldrig: Bermuda Encounter och Olympic Venus, en film om de första olympiska simmarna. Att karriären hade kulminerat nämndes dock inte under Esther Williams bejublade två dagars besök i Stockholm våren 1955.

### Riskfyllt arbete
Många av Esther Williams MGM-filmer, så som Vattnets Venus (1952) och Jupiters älskling (1955), innehöll vidlyftigt uppbyggda, synkroniserade simscener, med avsevärda risker för Williams. Hon bröt nacken vid ett 35 meters (115 ft) dyk från ett torn under ett musikaliskt klimax i filmen Vattnets Venus och låg i kroppsgips i sju månader. Williams tillfrisknade sedermera, även om hon fortsättningsvis led av huvudvärk som ett resultat av olyckan. 
Esther Williams många timmar av dykande i studiobassänger resulterade i otaliga brustna trumhinnor. Hon drunknade nästan en gång efter att inte ha kunnat finna falluckan i taket på en tank. Väggarna och taket var svartmålade och falluckan smälte in i allt det svarta. Williams drogs ut enbart för att en medlem av teamet insåg att dörren inte öppnades som den borde gjort.

### Senare år
Efter 15 års filmande övergick Esther Williams, efter att ha vägrat ta en roll och hotats med uppsägning av MGM, år 1956 till Universal International och framträdde i den icke-musikaliska, dramatisk filmen Möte i mörkret (1956). Efter det dalade hennes filmkarriär sakta. Senare erkände hon att maken Fernando Lamas föredrog att hon inte fortsatte filma. Williams fortsatte dock med sporadiska TV-framträdanden och gjorde två egna special-show-program. Då den sista sändes den 8 augusti 1960, var mer än hälften av alla USA:s aktiva TV-mottagare inställda på Williams show.
Hon fortsatte efter avslutad filmkarriär med att låna sitt namn till en serie med retro-simkläder för kvinnor. "Kvinnor världen över slåss mot något som heter gravitation", sade Williams. "Jag säger till kvinnor när jag talar med dem: 'Ni flickor på 18 har intill omkring 25, 30 på sin höjd, och sen måste ni höra av er till mig. Mina dräkter är av kvalitetsmaterial.'" "Jag stoppar er i en dräkt som rymmer er och som ni kommer att simma i. Jag vill inte att ni ska kläs i två pappersmuggar och en fisklina."
Williams avled i sitt hem i Beverly Hills år 2013, vid 91-års ålder.

### Privatliv
Esther Williams var gift fyra gånger, först med medicinstudenten Leonard Kovner, sedan med sångaren och skådespelaren Ben Gage, med vilken hon fick tre barn (1949, 1950 och 1953). Hon var i det tredje äktenskapet gift med skådespelaren Fernando Lamas 1969–1982 (till hans död). Det fjärde äktenskapet, ingicks 1994 med skådespelaren Edward Bell och varade fram till Williams död 2013.

## Filmografi i urval
- 1942 – Andy Hardys dubbelliv
- 1943 – Hjältar dö aldrig
- 1944 – Genom eld och vatten
- 1945 – Badflickan
- 1946 – Efter regn kommer solsken
- 1946 – Ziegfeld Follies
- 1946 – Syndare i New York
- 1946 – Du ska' bli min!
- 1947 – Fiesta
- 1947 – Älskling på vågen[7]
- 1948 – På en ö med dej
- 1949 – 9 man och en flicka
- 1949 – Neptuns dotter
- 1950 – Ur vattnet i elden
- 1950 – Söderhavets sång
- 1951 – Texas Carnival
- 1951 – En cowboy med lasso
- 1952 – Kjolar, ohoj!
- 1952 – Vattnets Venus (även Alla tiders simmarflicka)
- 1953 – Vi simmar tillsammans
- 1953 – Fest i Florida
- 1954 – Fröken Annorlunda
- 1955 – Jupiters älskling
- 1956 – Möte i mörkret
- 1958 – Han kom för att döda
- 1961 – Galaföreställning
- 1994 – That's Entertainment! III

### Webbkällor
- Esther Williams på Internet Movie Database (engelska)
- Jane Magnusson: Esther Williams – skenbiografin. Stockholm, Sweden: Bokförlaget DN, 2000
- Esther Williams: The Million Dollar Mermaid
- "Esther Williams - filmstjärna i bassängen". Svenska Dagbladet 7 juni 2013. Läst 2014-11-09]